# Titularbistum Nephelis
Nephelis war eine antike Stadt in der römischen Provinz Cilicia bzw. in der Spätantike Isauria an der südlichen türkischen Mittelmeerküste.
Nephelis (ital.: Nefeli) ist ein ehemaliges Bistum der römisch-katholischen Kirche und heute ein Titularbistum. Es gehörte der Kirchenprovinz Seleucia in Isauria  an.
| Titularbischöfe von Nephelis |                             |                                            |                   |                   |
| Nr.                          | Name                        | Amt                                        | von               | bis               |
| 1                            | Léon Lommel                 | Koadjutorbischof von Luxemburg (Luxemburg) | 14. Mai 1949      | 21. Oktober 1956  |
| 2                            | José Alfonso Tscherrig CSsR | Apostolischer Vikar von Reyes (Bolivien)   | 11. Dezember 1956 | 22. November 1982 |